# Nederländska Antillerna i olympiska spelen
Nederländska Antillerna medverkade i olympiska spelen första gången 1952 i Helsingfors och har deltagit i de flesta olympiska sommarspelen sedan dess. De har medverkat två gånger i de olympiska vinterspelen, 1988 och 1992.
Sedan Nederländska Antillerna upplöstes 2010 fick områdets olympiska kommitté sitt medlemskap i IOK indraget efter ett beslut vid kongressen i Durban 2011. Deltagare tilläts därefter delta under olympisk flagg som oberoende olympiska deltagare.
Nederländska Antillerna har vunnit en medalj.

## Medaljer
| Guld | Silver | Brons | Totalt antal medaljer |
| ---- | ------ | ----- | --------------------- |
| 0    | 1      | 0     | 1                     |

### Medaljer efter sommarspel
| Spel                                    | Guld        | Silver      | Brons       | Totalt      |
| Helsingfors 1952                        | 0           | 0           | 0           | 0           |
| Melbourne 1956 (ryttarspel i Stockholm) | Deltog inte | Deltog inte | Deltog inte | Deltog inte |
| Rom 1960                                | 0           | 0           | 0           | 0           |
| Tokyo 1964                              | 0           | 0           | 0           | 0           |
| Mexico City 1968                        | 0           | 0           | 0           | 0           |
| München 1972                            | 0           | 0           | 0           | 0           |
| Montréal 1976                           | 0           | 0           | 0           | 0           |
| Moskva 1980                             | Deltog inte | Deltog inte | Deltog inte | Deltog inte |
| Los Angeles 1984                        | 0           | 0           | 0           | 0           |
| Seoul 1988                              | 0           | 1           | 0           | 1           |
| Barcelona 1992                          | 0           | 0           | 0           | 0           |
| Atlanta 1996                            | 0           | 0           | 0           | 0           |
| Sydney 2000                             | 0           | 0           | 0           | 0           |
| Aten 2004                               | 0           | 0           | 0           | 0           |
| Peking 2008                             | 0           | 0           | 0           | 0           |
| Totalt                                  | 0           | 1           | 0           | 1           |

### Medaljer efter sporter
| Sport   | Guld | Silver | Brons | Totalt |
| Segling | 0    | 1      | 0     | 1      |
| Totalt  | 0    | 1      | 0     | 1      |